# Операция в Нидерландска Индия
Операцията в Нидерландска Индия от 8 декември 1941 година до 9 март 1942 година е военна операция в Нидерландска Индия на Югозападния тихоокеански театър на Втората световна война.
Тя започва непосредствено след влизането на Япония във войната, като японците имат за цел овладяването на стратегически важните нефтени находища в страната, която е владение на Нидерландия. Нидерландските сили, с подкрепата на военноморски и военновъздушни части на Съединените щати, Великобритания, Австралия и Нова Зеландия, оказват няколкомесечна съпротива, но са принудени да капитулират. Японците контролират по-голямата част от страната до капитулацията на Япония през 1945 година.